# Новый грузинский университет
Новый Грузинский Университет (груз. ახალი საქართველოს უნივერსიტეტი) — исследовательский университет в городе Поти, Грузия (страна). Университет был основан в 2015 году под патронажем Апостольской Автокефальной Православной Церкви Грузии. Университет предлагает академические программы по христианской философии и христианской психологии.

## Краткая история
Новый Грузинский Университет был основан по благословению Католикоса-Патриарха всея Грузии, и усилиями митрополита Потийского и Хобского Григорий (Бербичашвили). 14 декабря 2015 года университет был государственно зарегистрирован и аккредитован, а также получил статус университета, что дает ему возможность реализовывать высшие образовательные программы и научные исследования. Новый Грузинский Университет предлагает программы магистратуры и докторантуры в области христианской философии и христианской психологии. У университета есть партнеры в нескольких странах, включая Германию, США, Грецию и другие.

## Факультет гуманитарных и социальных наук
Факультет гуманитарных и социальных наук является основным образовательным и административным подразделением Нового Грузинского университета, в настоящее время он насчитывает 28 преподавателей и предлагает программы магистратуры и докторантуры.

###### Программы на получение степени
Магистр христианской философии / Степень: Магистр философии - 2 года (4 семестра).
Магистр христианской психологии / Степень: Магистр психологии - 2 года (4 семестра).
Доктор философии в области христианской философии / Степень: доктор философии - 3 года (6 семестров).

###### Программа без получения академического звания
Программа повышения квалификации по христианским исследованиям – 1 год.
Почетные доктора:
- Митрополит Каллист (Уер) Диоклийский[4]
- Митрополит Иоанн (Зизиулас) Пергамский[5]
- Протоиерей Чад Хэтфилд
- Христос Яннарас
- Ричард Суинберн

## Архив кавказской философии и теологии
Архив кавказской философии и теологии координирует научно-исследовательский процесс в университете. Директор Архива – профессор Тенгиз Иремадзе. Архив призван обеспечить всестороннее изучение богатого теоретического наследия Кавказского региона; продвигает и популяризирует грузинские философские и теологические традиции в современном глобальном мире, разрабатывает новые академические и исследовательские инструменты в христианской философии и теологии, поддерживает молодых исследователей в области философии и теологии. С 2015 года Архив издал более 50 книг. Основными направлениями исследований Архива являются: христианская философия, христианская теология, история грузинской философии, межкультурная философия, политическая теология, философская антропология, нейрофилософия и биоэтика.

## Библиотека
В библиотеке хранятся коллекции теологической и философской литературы на грузинском и иностранных языках (канонические тексты, классические и современные тексты по истории философии, труды отцов церкви, средневековых грузинских и зарубежных авторов, современных православных богословов). Под руководством Архива кавказской философии и теологии библиотека периодически пополняется частными книжными собраниями философов и богословов Кавказского региона. Цифровой раздел библиотеки насчитывает до 70 000 цифровых книг.

## Академические проекты
Портал Петрици — академическая онлайн-платформа Нового грузинского университета. Название портала происходит от имени великого средневекового грузинского философа Иоана Петрици. Портал объединяет грузинских и зарубежных исследователей, работающих в области философии, теологии и социальных наук. Портал регулярно публикует новые переводы, научные статьи и обзоры по философии, теологии и психологии.
Энциклопедия грузинской философии и теологии — академический онлайн-проект, разработанный на базе Архива кавказской философии и теологии. В энциклопедию включены статьи о выдающихся грузинских философах и богословах, а также статьи о школах, ответвлениях и концепциях грузинской философии и теологии. Авторами статей, опубликованных в энциклопедии, являются известные грузинские и зарубежные ученые.